# Willich
Willich (['vɪllɪç])est une ville allemande en Rhénanie-du-Nord-Westphalie. Elle est située à l'ouest du Rhin entre Düsseldorf, Mönchengladbach et Krefeld dans l'arrondissement de Viersen.
La ville se compose des communes auparavant indépendantes de Willich, Anrath, Schiefbahn et Neersen.
Willich est jumelée avec Linselles en France.

## Histoire
| Appartenances historiques Comté de Juliers 1298-1336 Margraviat de Juliers 1336-1356 Duché de Juliers 1356-1392 Électorat de Cologne 1392-1797 République cisrhénane (Roer) 1797-1802 République française (Roer) 1802-1804 Empire français (Roer) 1804-1813 Royaume de Prusse (Province de Juliers-Clèves-Berg) 1815-1822 Royaume de Prusse (Province de Rhénanie) 1822-1918 République de Weimar 1918-1933 Reich allemand 1933-1945 Allemagne occupée 1945-1949 Allemagne 1949-présent |

## Personnalités liées à la ville
- Alfred Rohmeis (1932-2000), homme politique mort à Willich.
- Hermann Josef Schmitz (1936-2016), homme politique mort à Willich.
- Albert Brülls (1937-2004), footballeur né à Anrath.
- Peter Schiergen (1965-), entraîneur né à Willich.
- Ramon Zenker (1968-), producteur de musique né à Willich.
- Christian Vander (1980-), footballeur né à Willich.
- Nina Mittelham (1996-), pongiste née à Willich.